# (26868) 1993 RS3
1993 أر أس 3 (ويعرف أيضًا باسم (26868) 1993 أر أس 3 وفق تسمية الكوكب الصغير) (بالإنجليزية: 1993 RS3)‏ هو كويكب ضمن حزام الكويكبات؛ وترتيبه 26868 من حيث الاكتشاف.
اكتُشف هذا الجُرم الفلكي بواسطة Palomar Planet-Crossing Asteroid Survey ‏ في 12 سبتمبر 1993.

## وصلات خارجية
- (26868) 1993 RS3 في قاعدة بيانات مختبر الدفع النفاث لأجرام النظام الشمسي الصغيرة

- الاكتشاف · مخطط المدار ·  العناصر المدارية · المعلمات المادية

- (26868) 1993 RS3 على موقع ويكي سكاي: DSS2, SDSS, GALEX, IRAS, Hydrogen α, X-Ray, Astrophoto, Sky Map, Articles and images